# Traquíctids
Els traquíctids o peixos rellotges (Trachichthyidae) és una família de peixos marins incluída en l'ordre Beryciformes, que es distribueix pels oceans Atlàntic, Índic i Pacífic, entre els 100 i 1500 m de profunditat.

## Gèneres
Existeixen 42 espècies agrupades en 8 gèneres:
- Gènere Aulotrachichthys (Fowler, 1938)
  - Aulotrachichthys argyrophanus (Woods, 1961)
  - Aulotrachichthys atlanticus (Menezes, 1971)
  - Aulotrachichthys heptalepis (Gon, 1984)
  - Aulotrachichthys latus (Fowler, 1938)
  - Aulotrachichthys novaezelandicus (Kotlyar, 1980)
  - Aulotrachichthys prosthemius (Jordan i Fowler, 1902)
  - Aulotrachichthys pulsator (Gomon i Kuiter, 1987)
  - Aulotrachichthys sajademalensis (Kotlyar, 1979)
- Gènere Gephyroberyx (Boulenger, 1902)
  - Gephyroberyx darwinii (Johnson, 1866)
  - Gephyroberyx japonicus (Döderlein, 1883)
  - Gephyroberyx philippinus (Fowler, 1938)
- Gènere Hoplostethus (Cuvier en Cuvier and Valenciennes, 1829)
  - Hoplostethus abramovi (Kotlyar, 1986)
  - Hoplostethus atlanticus (Collett, 1889)
  - Hoplostethus cadenati (Quéro, 1974)
  - Hoplostethus confinis (Kotlyar, 1980)
  - Hoplostethus crassispinus (Kotlyar, 1980)
  - Hoplostethus druzhinini (Kotlyar, 1986)
  - Hoplostethus fedorovi (Kotlyar, 1986)
  - Hoplostethus fragilis (de Buen, 1959)
  - Hoplostethus gigas (McCulloch, 1914)
  - Hoplostethus intermedius (Hector, 1875)
  - Hoplostethus japonicus (Hilgendorf, 1879)
  - Hoplostethus latus (McCulloch, 1914)
  - Hoplostethus marisrubri (Kotlyar, 1986)
  - Hoplostethus mediterraneus mediterraneus (Cuvier, 1829)
  - Hoplostethus mediterraneus sonodae (Kotlyar, 1986)
  - Hoplostethus mediterraneus trunovi (Kotlyar, 1986)
  - Hoplostethus melanopterus (Fowler, 1938)
  - Hoplostethus melanopus (Weber, 1913) - Reloj escama-pequeña
  - Hoplostethus mento (Garman, 1899)
  - Hoplostethus metallicus (Fowler, 1938)
  - Hoplostethus mikhailini (Kotlyar, 1986)
  - Hoplostethus occidentalis (Woods, 1973)
  - Hoplostethus pacificus (Garman, 1899)
  - Hoplostethus ravurictus (Gomon, 2008)
  - Hoplostethus rifti (Kotlyar, 1986)
  - Hoplostethus robustispinus (Moore & Dodd, 2010)
  - Hoplostethus rubellopterus (Kotlyar, 1980)
  - Hoplostethus shubnikovi (Kotlyar, 1980)
  - Hoplostethus tenebricus (Kotlyar, 1980)
  - Hoplostethus vniro (Kotlyar, 1995)
- Gènere Optivus (Whitley, 1947)
  - Optivus agastos (Gomon, 2004)
  - Optivus agrammus (Gomon, 2004)
  - Optivus elongatus (Günther, 1859)
- Gènere Paratrachichthys (Waite, 1899)
  - Paratrachichthys fernandezianus (Günther, 1887)
  - Paratrachichthys trailli (Hutton, 1875)
- Gènere Parinoberyx (Kotlyar, 1984)
  - Parinoberyx horridus (Kotlyar, 1984)
- Gènere Sorosichthys (Whitley, 1945)
  - Sorosichthys ananassa (Whitley, 1945)
- Gènere Trachichthys (Shaw en Shaw y Nodder, 1799)
  - Trachichthys australis (Shaw, 1799)